# Seznam kamenů zmizelých v Břevnově, Bubenči a Dejvicích

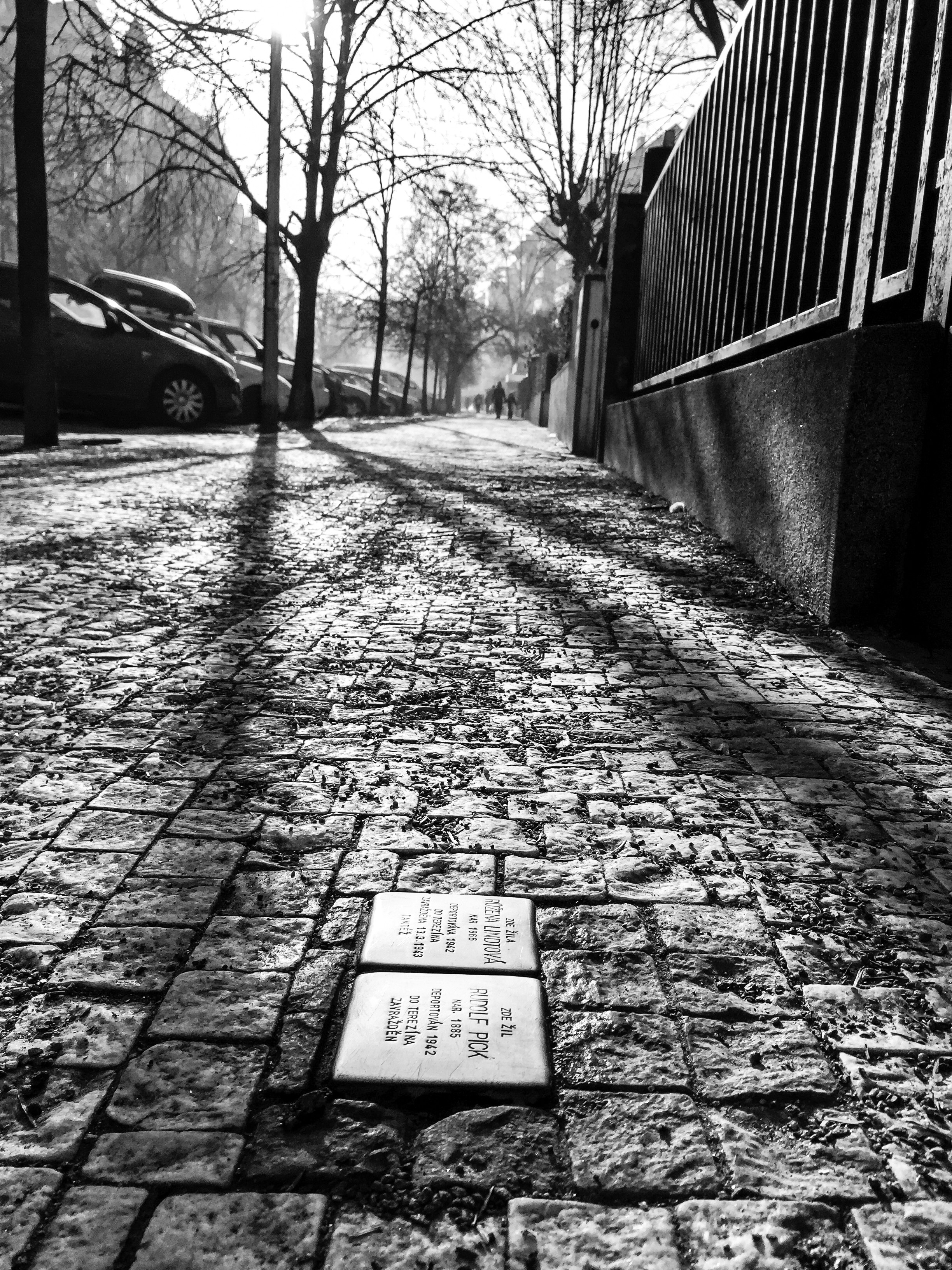
Stolpersteine pro Růženu Lindtovou a Rudolfa Picka v Praze-Bubenči

Seznam kamenů zmizelých v Břevnově, Bubenči a Dejvicích obsahuje pamětní kameny obětem nacismu v Břevnově, Bubenči a Dejvicích (městská čtvrť Prahy). Jsou součástí celoevropského projektu Stolpersteine německého umělce Guntera Demniga. Kameny zmizelých jsou věnovány osudu těch, kteří byli nacisty deportováni, vyhnáni, zavražděni nebo spáchali sebevraždu.
Kameny zmizelých se zpravidla nacházejí před posledním místem pobytu obětí. První instalace v Praze se uskutečnila 8. října 2008.

## Břevnov
V Břevnově se nacházejí tyto kameny zmizelých:
| Obrázek | Nápis                                                                                    | Bydliště                             | Jméno, život        |
| ------- | ---------------------------------------------------------------------------------------- | ------------------------------------ | ------------------- |
|         | ZDE ŽIL WILHELM HALPERN NAR. 1890 DEPORTOVÁN 1940 DO DACHAU ZAVRAŽDĚN 27.1.1941 V DACHAU | Praha-Břevnov, U páté baterie 937/42 | Dr. Wilhelm Halpern |

## Bubeneč
V Bubenči se nacházejí tyto kameny zmizelých:
| Obrázek | Nápis | Bydliště                                    | Jméno, život                          |
| ------- | --- | ------------------------------------------- | ------------------------------------- |
|         | ZDE ŽIL EMIL ASCHNER NAR. 1884 DEPORTOVÁN 1941 DO LODŽE ZAVRAŽDĚN V OSVĚTIMI                                 | Praha-Bubeneč, Milady Horákové 845/96       | Emil Aschner                          |
|         | ZDE ŽIL RICHARD ASCHNER NAR. 1886 DEPORTOVÁN 1941 DO LODŽE ZAVRAŽDĚN 1942 TAMTÉŽ                             | Praha-Bubeneč, Milady Horákové 845/96       | Richard Aschner                       |
|         | ZDE ŽILA ALICE ASCHNEROVÁ NAR. 1896 DEPORTOVÁNA 1941 DO LODŽE ZAVRAŽDĚNA TAMTÉŽ                              | Praha-Bubeneč, Milady Horákové 845/96       | Alice Aschnerová                      |
|         | ZDE ŽIL ARNOŠT GLASER NAR. 1898 DEPORTOVÁN 1941 DO LODŽE ZAVRAŽDĚN                                           | Praha-Bubeneč, Nad Královskou oborou 203/23 | Arnošt Glaser                         |
|         | ZDE ŽILA ALEXANDRA GLASEROVÁ NAR. 1930 DEPORTOVÁNA 1941 DO LODŽE ZAVRAŽDĚNA                                  | Praha-Bubeneč, Nad Královskou oborou 203/23 | Alexandra Glaserová                   |
|         | ZDE ŽILA IRMA GLASEROVÁ NAR. 1901 DEPORTOVÁNA 1941 DO LODŽE ZAVRAŽDĚNA                                       | Praha-Bubeneč, Nad Královskou oborou 203/23 | Irma Glaserová roz. Schwarzová        |
|         | ZDE ŽIL DR. OTOKAR GUTH NAR. 1882 DEPORTOVÁN 1943 DO TEREZÍNA ZAVRAŽDĚN 14.8.1943 TAMTÉŽ                     | Praha-Bubeneč, Na Zátorce 673/26            | Dr. Otokar Guth                       |
|         | ZDE ŽILA HERMÍNA GUTHOVÁ NAR. 1885 DEPORTOVÁNA 1943 DO TEREZÍNA 1944 DO OSVĚTIMI ZAVRAŽDĚNA                  | Praha-Bubeneč, Na Zátorce 673/26            | Hermína Guthová roz. Hellerová        |
|         | ZDE ŽILA RŮŽENA LINDTOVÁ NAR. 1866 DEPORTOVÁNA 1942 DO TEREZÍNA ZAVRAŽDĚNA 13.3.1943 TAMTÉŽ                  | Praha-Bubeneč, Ovenecká 98/43               | Růžena Lindtová                       |
|         | ZDE ŽIL RUDOLF PICK NAR. 1885 DEPORTOVÁN 1942 DO TEREZÍNA ZAVRAŽDĚN                                          | Praha-Bubeneč, Ovenecká 98/43               | Rudolf Pick - (a) - (b)               |
|         | ZDE ŽIL RNDR. JAROMÍR ŠÁMAL NAR. 1900 ZATČEN 1942 POPRAVEN 5.6.1942 V PRAZE                                  | Praha-Bubeneč, Uralská 690/9                | RNDr. Jaromír Šámal                   |
|         | ZDE ŽILA DR. MILADA ŠÁMALOVÁ ROZ.CEBEOVÁ NAR. 1906 ZATČENA 1942 PŘEŽILA                                      | Praha-Bubeneč, Uralská 690/9                | Dr. Milada Šámalová roz. Cebeová      |
|         | ZDE ŽIL JIŘÍ SCHICK NAR. 1896 DEPORTOVÁN 1944 DO TEREZÍNA ZAVRAŽDĚN 1944 TAMTÉŽ                              | Praha-Bubeneč, Ovenecká 330/44              | Jiří Schick                           |
|         | ZDE ŽIL DR. ING. BEDŘICH SGALITZER NAR. 1886 DEPORTOVÁN 1944 DO TEREZÍNA-MALÉ PEVNOSTI ZAVRAŽDĚN 1944 TAMTÉŽ | Praha-Bubeneč, Milady Horákové 854/78       | Dr. Ing. Bedřich Sgalitzer            |
|         | ZDE ŽILA ALŽBĚTA SGALITZEROVÁ NAR. 1909 DEPORTOVÁNA 1944 DO TEREZÍNA-MALÉ PEVNOSTI ZAHYNULA 5.1.1945 TAMTÉŽ  | Praha-Bubeneč, Milady Horákové 854/78       | Alžběta Sgalitzerová roz. Schubertová |
|         | ZDE BYDLEL ARNOŠT SPITZ NAR. 1896 DEPORTOVÁN 1941 DO TEREZÍNA ZAVRAŽDĚN                                      | Praha-Bubeneč, Sukova 559/3                 | Arnošt Spitz                          |
|         | ZDE BYDLELA ANNA SPITZOVÁ NAR. 1902 DEPORTOVÁNA 1941 DO TEREZÍNA ZAVRAŽDĚNA                                  | Praha-Bubeneč, Sukova 559/3                 | Anna Spitzová roz. Picková            |
|         | ZDE BYDLELA SONJA SPITZOVÁ NAR. 1931 DEPORTOVÁNA 1941 DO TEREZÍNA ZAVRAŽDĚNA                                 | Praha-Bubeneč, Sukova 559/3                 | Sonja Spitzová                        |
|         | ZDE ŽILA ANTONIE ELSE TAMLER NAR. 1913 DEPORTOVÁNA 1942 DO TEREZÍNA 1942 DO IZBICE ZAVRAŽDĚNA                | Praha-Bubeneč, Československé armády 406/10 | Antonie Else Tamler                   |

## Dejvice
V Dejvicíc se nacházejí tyto kameny zmizelých:
| Obrázek | Nápis                                                                                      | Bydliště                      | Jméno, život       |
| ------- | ------------------------------------------------------------------------------------------ | ----------------------------- | ------------------ |
|         | ZDE ŽILA LUDVIKA BOŘKOVCOVÁ NAR. 1882 DEPORTOVÁNA 1942 DO TEREZÍNA 1942 DO RIGY ZAVRAŽDĚNA | Praha-Dejvice, Zelená 1083/17 | Ludvika Bořkovcová |